# Aula Baratto

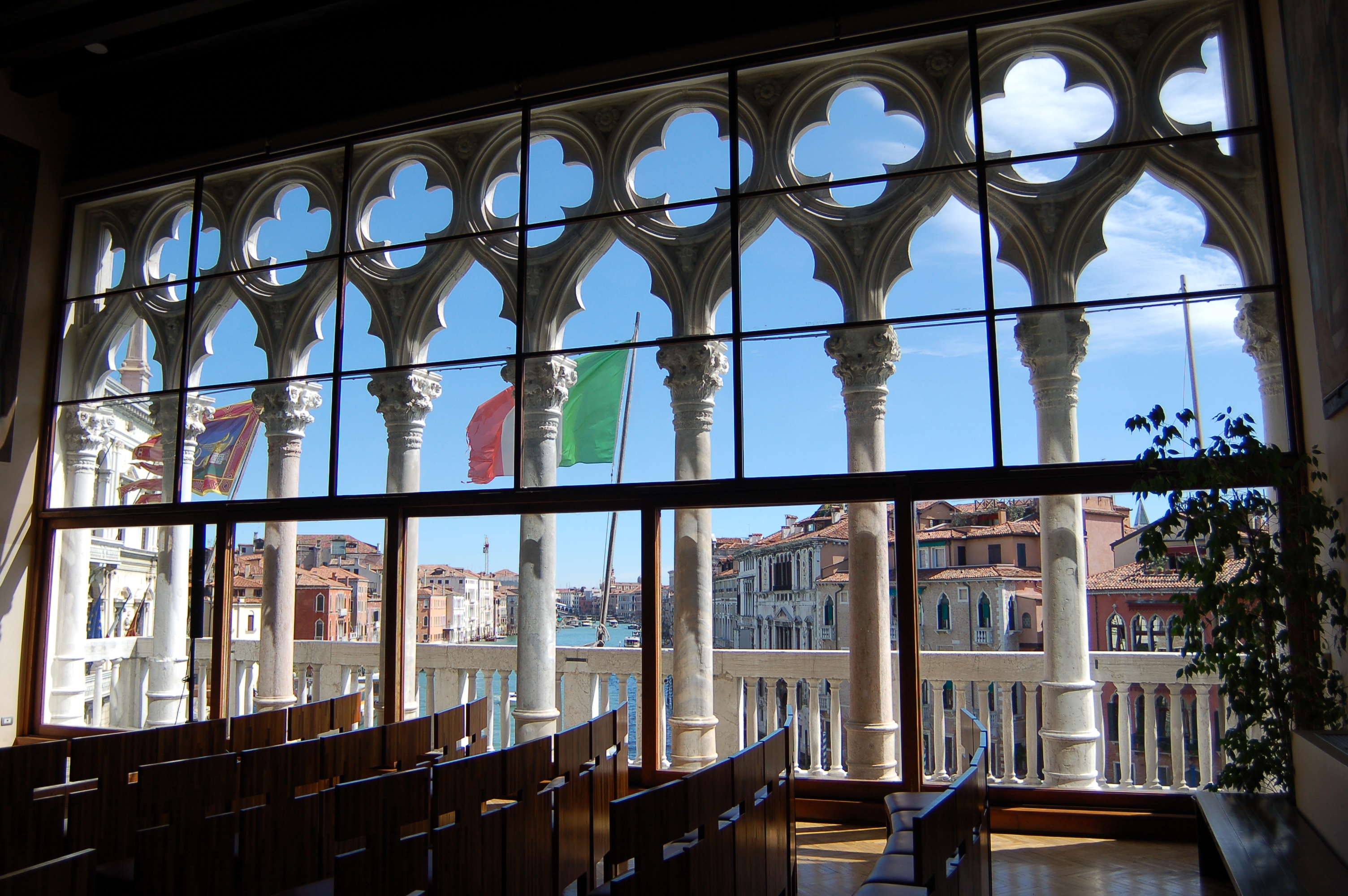
Ca' Foscari-Aula Baratto

L'aula Baratto si trova al secondo piano nobile di Ca' Foscari, sede dell'Università Ca' Foscari Venezia. Fu progettata dall'architetto Carlo Scarpa in due distinti momenti. La sala fu successivamente intitolata a Mario Baratto, professore ordinario di letteratura italiana, che morì durante un consiglio di facoltà nel 1984. Oggi è utilizzata per convegni ed eventi dell'ateneo veneziano.

## Gli interventi di Carlo Scarpa

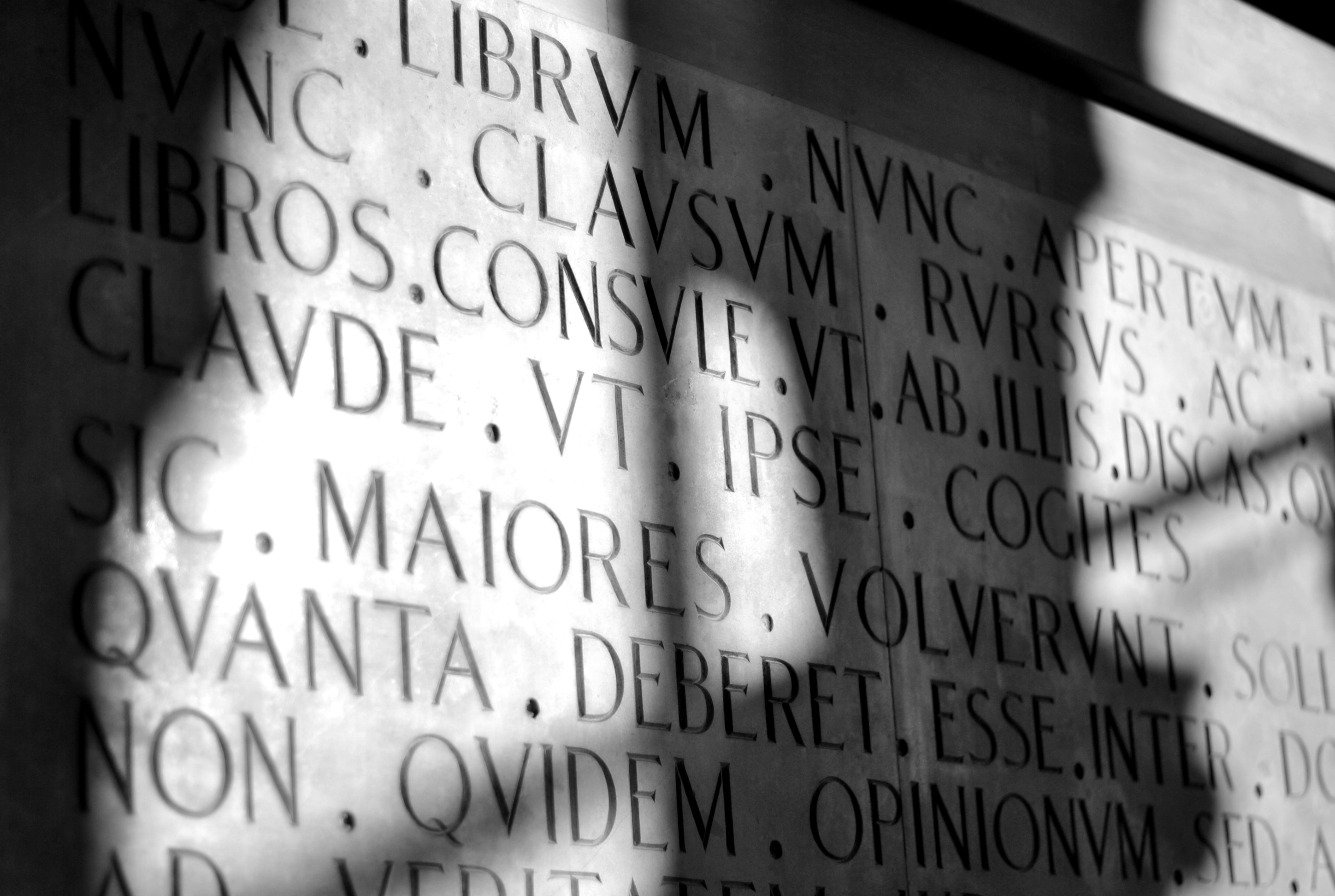
Dettaglio della cornice in marmo dell'aula Baratto

L'architetto Carlo Scarpa intervenne in due occasioni nella progettazione della sala:
- nel 1935-37 per adibire lo spazio del secondo piano ad Aula Magna
- nel 1955-56 per trasformare la sala in aula di lezione e realizzare la "boiserie"

### Primo intervento (1935-37)
Nel 1935 il rettore Agostino Lanzillo commissionò a Carlo Scarpa la progettazione della prima Aula Magna dell'università. La sala prese il posto del museo merceologico, che occupava anche l'attuale sala Archivio e la sala della Vittoria. L'ingresso alla sala è costituito da un portale in marmo in cui è presente l'iscrizione:
Risalgono al restauro degli anni trenta:
- il serramento di chiusura dell'ottafora gotica
- la tribuna a gradoni per gli studenti (ora sostituita dalla boiserie)
- la pedana lignea su cui poggia l'attuale cattedra e la cornice marmorea che si trova alle sue spalle
- le due colonne in marmo.

Il serramento della polifora è l'opera più importante di questo primo intervento dell'architetto, la cui realizzazione richiama un disegno di Le Corbusier per il Padiglione Svizzero alla Cité Universitaire di Parigi (1930-33). La vetrata, suddivisa in due sezioni, presenta nella parte inferiore delle finestre scorrevoli. La pedana lignea su cui è collocata la cattedra è composta da tasselli in legno di noce. Lo schermo di marmo che fa da sfondo ricorda il padiglione di Barcellona del 1929 ad opera di Ludwig Mies Van der Rohe. Ai lati della cattedra sono collocati dei piedistalli in marmo che in passato reggevano i busti del re Vittorio Emanuele III e Mussolini. Il loro basamento anticipa il motivo dei cerchi intersecati presente in tutta l'opera dell'architetto. I piedistalli furono mantenuti come elemento decorativo anche dopo la rimozione dei busti a seguito della caduta del governo fascista.

### Secondo intervento (1955-56)

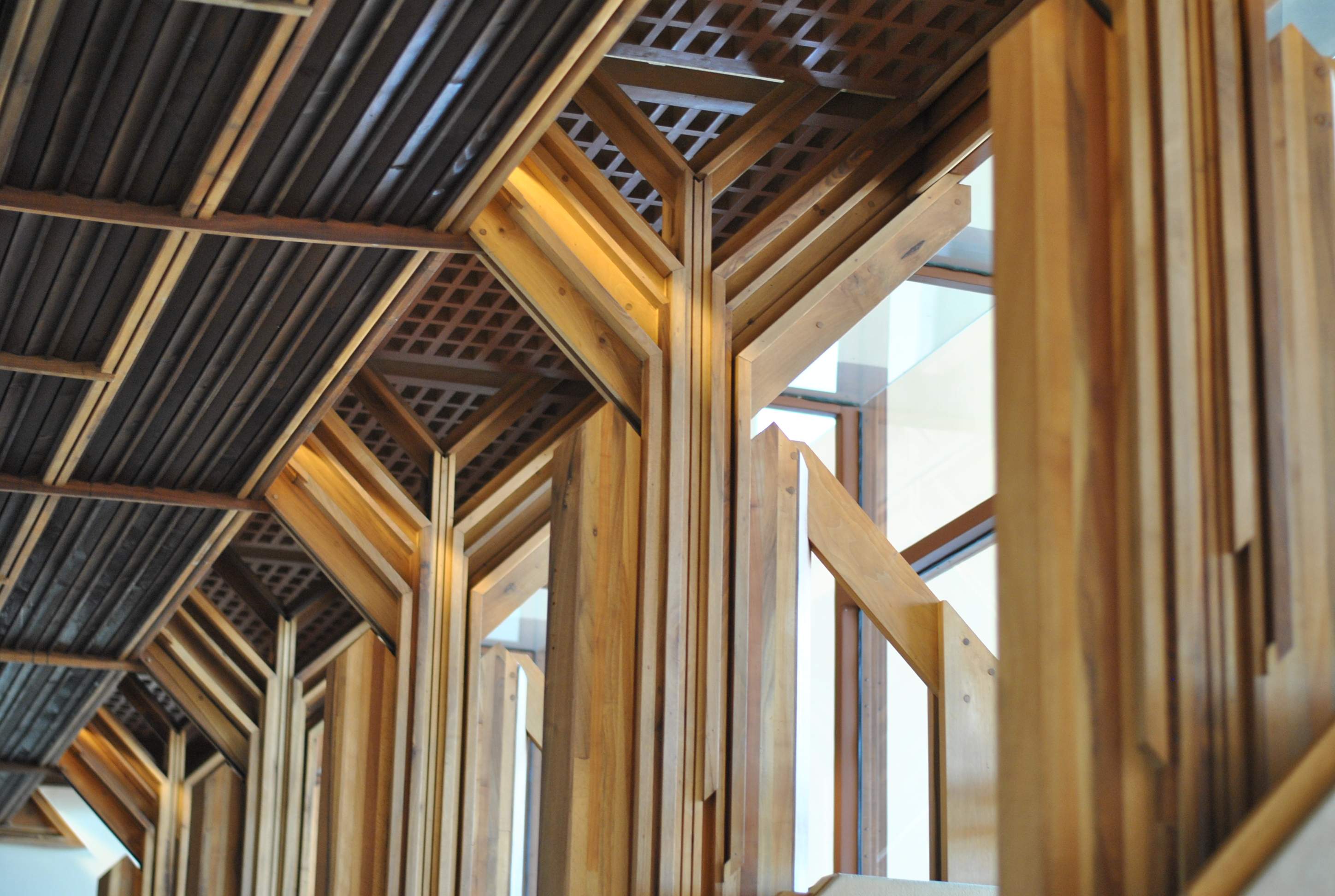
La boiserie dell'aula Baratto realizzata da Carlo Scarpa tra il 1955 e il 1956

Nel 1956 Carlo Scarpa fu richiamato a Ca' Foscari per trasformare l'Aula Magna in aula di lezione. Per questa ragione fu rimossa la "galleria studenti" e introdotta la boiserie, una struttura in legno e vetro che separa l'aula dal corridoio esterno. La semplicità del serramento degli anni trenta, caratterizzata da elementi ortogonali, cede il posto a un'architettura più espressiva e all'impiego di nuove forme diagonali come le stampelle a forma di Y che reggono il soffitto della boiserie. Tra le fonti di ispirazione per questo secondo intervento figura l'architetto di Frank Lloyd Wright.
Il soffitto presenta diversi elementi originali: carabottini verniciati, legni di diverse essenze, travi posate di taglio, vuoti che lasciano intravedere il soffitto a cassettoni dell'aula, sottili fessure dove sono collocati i neon. Dei pannelli rivestiti di tessuto di canapa naturale e montati su perni di ferro e ottone separano la sala dal corridoio. Una volta chiusi presentano una forma che richiama le ogive della polifora come le forcelle che reggono il soffitto, creando un'inedita continuità tra antico e moderno. Per la realizzazione della boiserie sono stati impiegati faggio, noce e ciliegio.
A seguito di un incendio avvenuto nel 1979, appiccato dalle Ronde armate proletarie, l'opera di Scarpa fu danneggiata. Fu così chiamato Valeriano Pastor, allievo di Scarpa, ad occuparsi della ricostruzione elaborando il progetto assieme agli stessi artigiani che avevano lavorato nel '56 con l'architetto.
È possibile visitare gli interventi di Scarpa con Ca' Foscari Tour.

## Affreschi
L'aula Baratto è decorata da due affreschi: Venezia, l'Italia e gli Studi di Mario Sironi e La Scuola di Mario Deluigi.

### Venezia, l'Italia e gli Studi
Sironi fu chiamato dal rettore Agostino Lanzillo a decorare l'Aula Magna fra il 1935 e il 1936. L'affresco contiene una serie di figure allegoriche che raccontano la volontà, la fede e il fervore della gioventù italiana dell'epoca. A partire da sinistra è visibile, lo studente atleta, emblema del GUF (GUF), che regge con la mano sinistra un libro mentre nella destra stringe un moschetto. Accanto al giovane appaiono le allegorie della Tecnica, impersonata da una figura femminile appoggiata a una ruota, e della Medicina, riconoscibile dal caduceo. Al centro è raffigurata Venezia, seduta su un trono, che mostra la facciata di Ca' Foscari incisa su una lastra. L'ultimo personaggio a destra rappresenta la Madre Patria, l'Italia, in riferimento alla vittoria sull'Etiopia. Il messaggio che si legge in alto a destra, "l'Italia farà da sé", richiama lo spirito autarchico dell'Italia che ambiva a rivestire il ruolo di potenza imperiale. 
Il dipinto fu gravemente danneggiato dall'incendio del 1979.

### La Scuola
Mario Deluigi, collaboratore ed amico di Scarpa, ottenne nel 1936 la commissione del grande affresco La Scuola, originariamente collocato al primo piano dell'aula Berengo. Nell'affresco Deluigi affronta il tema della "scuola dei filosofi", superando lo stile cubista dei primi anni (fonti di ispirazione sono la pittura di Juan Gris, Picasso e al cromatismo di Braque) con l'introduzione dell'elemento bidimensionale. Al centro dell'affresco si trova la figura del saggio pensatore, attorniato dagli studenti.